# Johannes von Gmunden

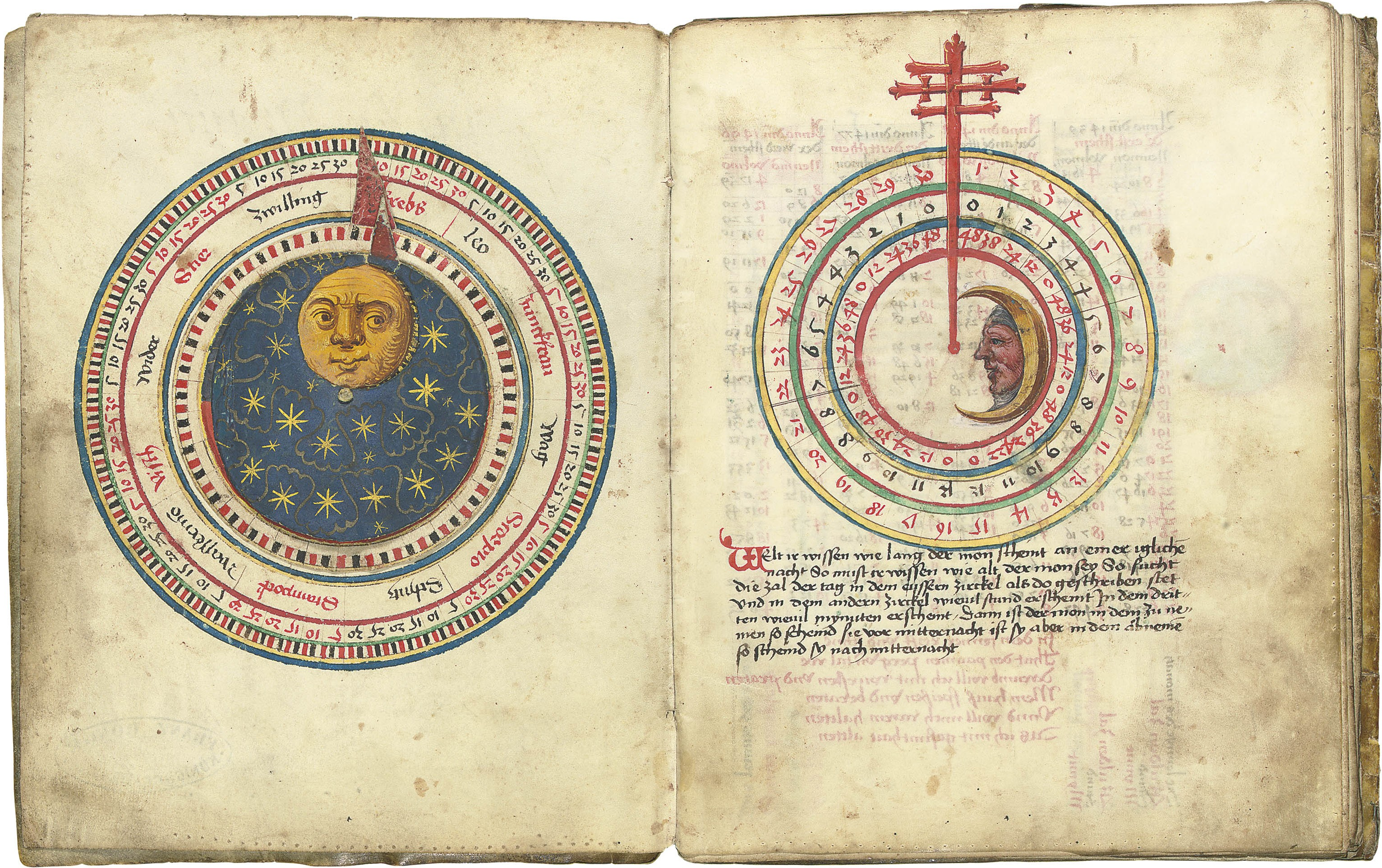
Calendário de Johannes von Gmunden: Nuremberg, 1496

Johannes de Gamúndia (sinonímia: João de Gamúndia, Johannes von Gmunden, Johann Krafft; Gmunden, Áustria, 1380 — Viena, 23 de fevereiro de 1442, foi um humanista, matemático, teólogo, filósofo, astrônomo e fabricante de instrumentos austríaco. Foi o fundador da Escola de Matemática de Viena. O asteróide 15955 Johannesgmunden, descoberto em 26 de Janeiro de 1998 pelo astrônomo austríaco Erich Meyer, recebeu a denominação de Johannesgmunden em sua homenagem.

## Biografia
Ele nasceu em Gamúndia, na Áustria, filho de um alfaiate, e provavelmente pertencia à família do explorador de salinas Friedrich Krafft.  Matriculou-se na Universidade de Viena em 13 de Outubro de 1400 como Johannes Sartoris de Gmundin.  Em 13 de Outubro de 1402 o mesmo Johannes de Gmunden é admitido para exame de bacharelado.  Em 1406 recebe seu diploma de doutorado na Universidade de Viena, onde Heinrich von Langenstein foi seu professor e examinador, e em 21 de Março de 1406 um Johann von Gmunden já consta na lista entre 7 ou 9 professores nomeados para a Faculdade de Artes.  Em 1 de Setembro de 1407 encontramos um professor Johannes Krafft no catálogo de cursos, dando aulas sobre Euclides.  Em 1408 ele deu aulas sobre as obras Física (1408) e Meteora (1409, 1411) de Aristóteles, sobre o autor Petrus Hispanus (1410) que alguns acreditam ser o mesmo Papa João XXI, e em 1412 sobre De algorismus de minutiis, obra escrita pelo matemático alemão Jordanus Nemorarius também conhecido como Jordão da Saxônia.
Johannes foi também conhecido pelos seus projetos com modelos funcionais, e claramente produzidos pelos seus alunos que criaram instrumentos astronômicos feitos de papelão.  Isso permitiu aos alunos aprenderem com ele a função e a utilização do astrolábio.  Depois de uma grave doença, em 1412, ele também estudou teologia (1415-1416), onde se formou bacharel em 1416.  Continuou a dar aulas até 1419 quando decidiu traduzir a obra Algorismus de Integris.  A partir de 1420, Johannes se permitiu restringir suas aulas para o campo especializado de matemática e astronomia, focando-se particularmente nos Elementos de Euclides e na Sphaera materialis de João de Hollywood.  Com a ajuda de seus alunos criou volumosas tabelas astronômicas (que constam na obra Historia astronomiae de 1741, escrita por Weidler, onde Georg Pruneck de Ruspach, Georg de Neuenburg, Johannes Schinkelius, e Johannes Feldner também são mencionados).  Não podemos esquecer de mencionar que Johannes de Gmunden foi colaborador do astrônomo tcheco Jan Šindel (1370-1443), que deu aulas em Viena e que foram muito amigos.  Johannes de Gmundel,  Jan Šindel e o prior do monastério de Klosterneuburg, Georg Müstinger, foram os pilares da primeira escola astronômica de Viena.
Georg Tannstetter (1482-1535) acrescentou em sua edição de 1514 duas tabelas astronômicas e também uma História dos Matemáticos e Astrônomos de Viena, denominada: Viri mathematici, onde Johannes de Gmunden é referenciado, especialmente seus escritos e seus alunos.  Johannes de Gmunden criou também tabelas planetárias (1437-1440) e um calendário.  O calendário do período 1439-1514 foi copiado, e mesmo atualmente, 99 cópias estão disponíveis, e foi o primeiro calendário impresso.  Johannes foi duas vezes reitor da Universidade de Viena.  Foi sucedido na Universidade de Viena em 1453 por Georg von Peuerbach (1423-1461) e Johannes Regiomontanus (1436-1476). 
Em 1425 foi nomeado cônego da Catedral de Santo Estêvão, em Viena, onde foi sepultado.  Seus manuscritos astronômicos, matemáticos e astrológicos foram doados para a Universidade de Viena, que vieram a constituir a base da biblioteca da Universidade mais tarde.

## Obras
- De sinibus, chordis et arcubus
- Astrolabii qui primi mobilis motus deprehendur canones (1515)
- Tractatus de Minucijs phisicis.